# Truppenübungsplatz Vogelsang

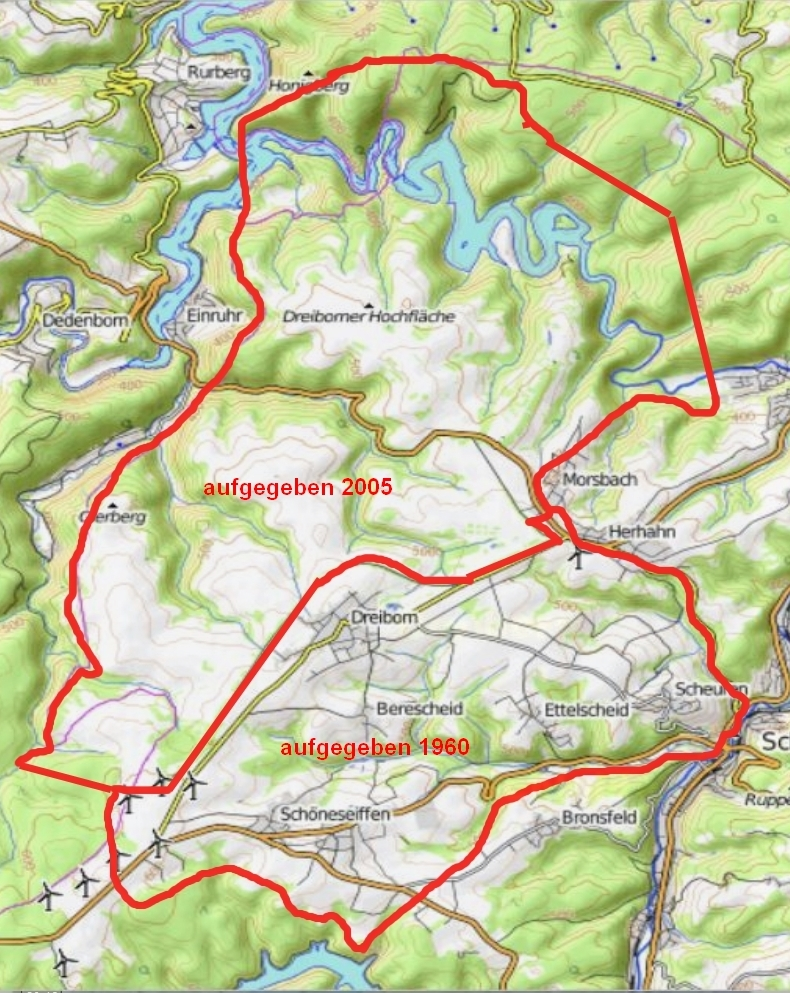
Truppenübungsplatz Vogelsang in der Ausdehnung 1945–1960 (6354 ha) und 1960–2005 (4200 ha)

Der 1946 gegründete und Ende 2005 aufgegebene Truppenübungsplatz Vogelsang lag in der deutschen Nordeifel zwischen den Orten Simmerath, Heimbach und Schleiden in Nordrhein-Westfalen. Es handelte sich dabei auf 45 km² (bei einem Umfang von etwa 40 Kilometer) um das erweiterte Areal der ehemaligen NS-Ordensburg Vogelsang auf dem Berg Erpenscheid, die umliegende Dreiborner Hochfläche und den Urftstausee einschließlich Teilen des Obersees.
Eingerichtet wurde der Übungsplatz 1946 von den britischen Streitkräften, ab 1950 war er unter belgischer Verwaltung und wurde bis zum 31. Dezember 2005 vom belgischen Militär und von anderen NATO-Truppen benutzt.

## Geschichte

### Vorgeschichte

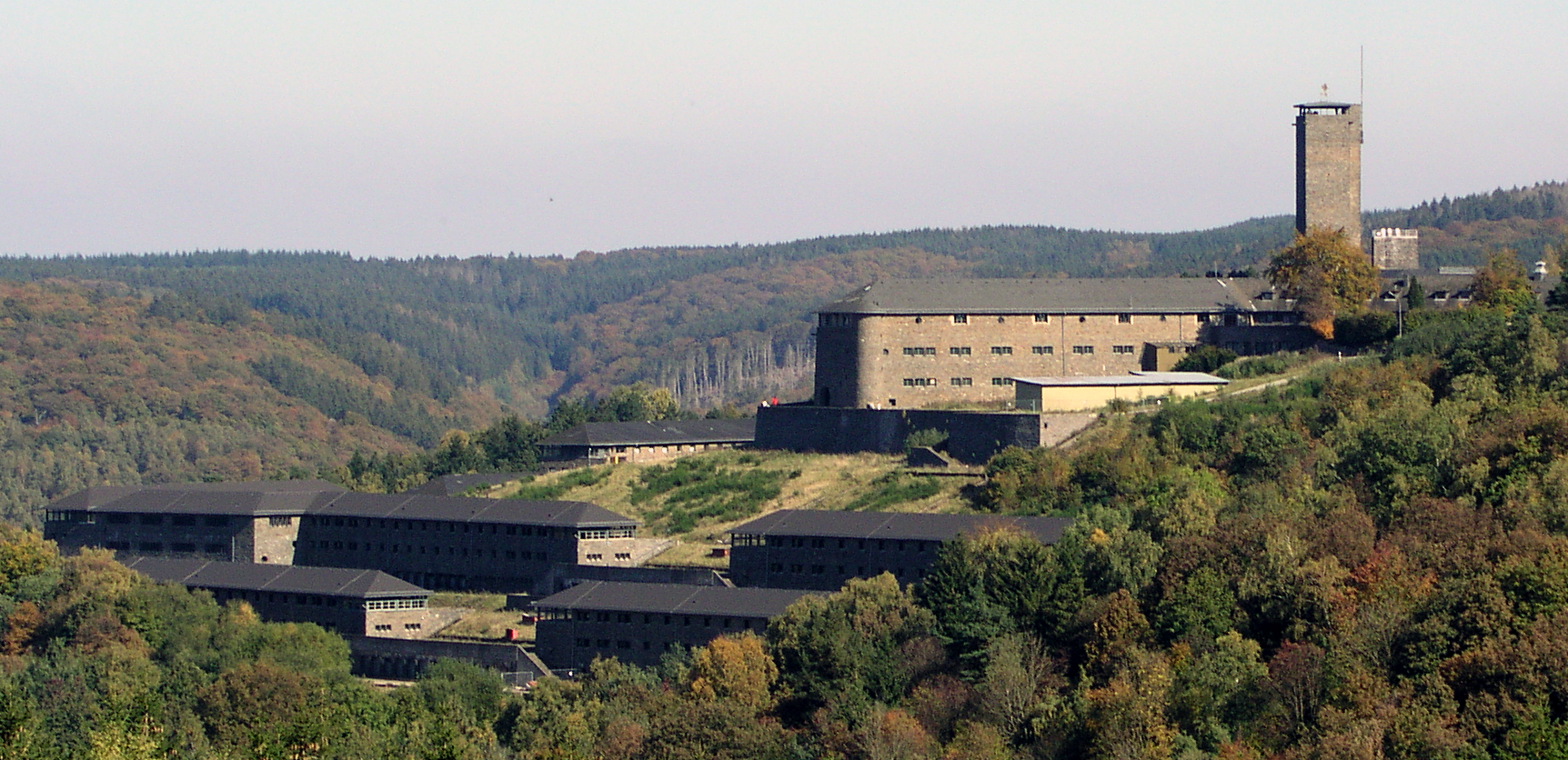
Blick vom ehemaligen Truppenübungsplatz auf die Ordensburg Vogelsang

Ausgangspunkt des späteren Truppenübungsplatzes war die 1936 fertiggestellte NS-Ordensburg Vogelsang. Dieser von der NSDAP als Schulungsstätte für den Nachwuchs des NS-Führungskaders errichtete Gebäudekomplex ging 1939 in die Nutzung der Wehrmacht als Kaserne über und ist nach den Parteitagsbauten in Nürnberg mit 100 ha bebauter Fläche die zweitgrößte bauliche Hinterlassenschaft des Nationalsozialismus in Deutschland. Allein der unter Denkmalschutz stehende Teil der Bauwerke umfasst eine Bruttogeschossfläche von mehr als 50.000 Quadratmetern.

### Britische Nutzung ab 1946
Nach Ende des Zweiten Weltkrieges Anfang 1946 erwog die britische Militärverwaltung zeitweilig den Abriss der Ordensburg als herausragendes Symbol des Nationalsozialismus. Im September 1946 beschlagnahmten die Briten dann 6.354 ha Land rings um die Ordensburg als Truppenübungsplatz („Training Area Vogelsang“). Dabei wurden die Bewohner des nun im Truppenübungsplatz liegenden Dorfes Wollseifen zwangsumgesiedelt.

### Belgische Verwaltung ab 1950 bis 2005
Im Jahr 1950 übergaben die Briten den Truppenübungsplatz und die Anlage der ehemaligen Ordensburg den belgischen Streitkräften. Das belgische Militär nutzte das Gelände dann ab 1950. Auf der Ordensburg Vogelsang nahm die belgische Militärverwaltung behutsame Rekonstruktionen der kriegszerstörten Bausubstanz vor. Beseitigt wurden nur die Hoheitsabzeichen des Dritten Reiches, im Wesentlichen Hakenkreuze. In und umgebend der Architektur der ehemaligen Ordensburg entstand das belgische „Camp Vogelsang“.
| Nr. | Name                              | von  | bis  | Bemerkung                   |
| --- | --------------------------------- | ---- | ---- | --------------------------- |
| –   | Lieutenant-Colonel Blair Oliphant | 1946 | 1950 | unter britischer Verwaltung |
| 01  | Colonel Alexandre Cloetens        | 1950 | 1954 |                             |
| 02  | Colonel Forget                    | 1955 | 1963 |                             |
| 03  | Colonel Louis Watelet             | 1963 | 1967 |                             |
| 04  | Colonel Albert Materne            | 1967 | 1970 |                             |
| 05  | Colonel Victor Neels              | 1970 | 1980 |                             |
| 06  | Colonel Camile Bernard            | 1980 | 1989 |                             |
| 07  | Colonel Albert De Cock            | 1989 | 1992 |                             |
| 08  | Colonel Marcel De Tandt           | 1992 | 1997 |                             |
| 09  | Colonel Albert Maury              | 1997 | 2002 |                             |
| 10  | Colonel Daniel Piette             | 2002 | 2005 | letzter Kommandant          |

#### Camp Vogelsang

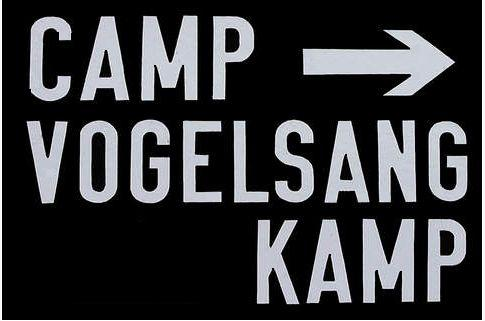
Hinweiszeichen zum Camp (Lager) für das Militär

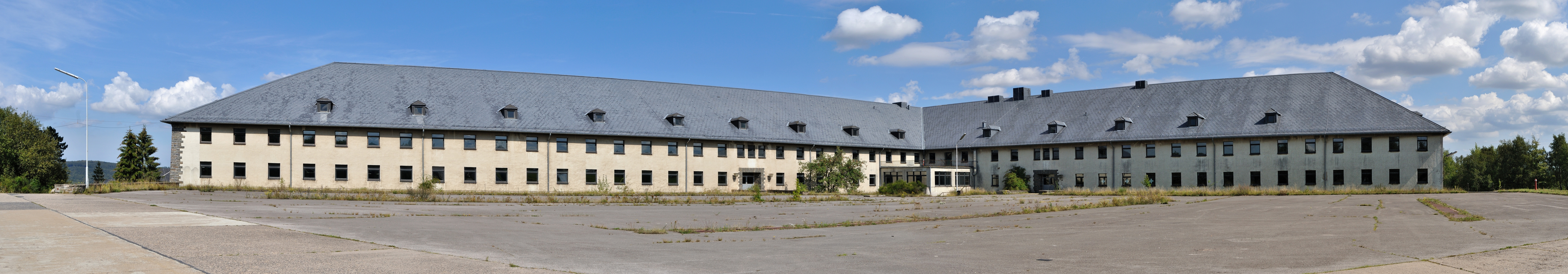
Das belgische Kasernengebäude „Van Dooren“

Auf den bereits fertiggestellten Sockelmauern des von den Nationalsozialisten geplanten Hauses des Wissens wurden die Außenmauern für das neu errichtete Kasernengebäude „Van Dooren“ errichtet, so dass der gewinkelte Baustil dem Bau der Gebäude aus der NS-Zeit ähnelt. Auf dem benachbarten Fundament eines geplanten Hörsaales wurde das belgische Truppenkino (später Theater) errichtet. Bis ca. 1953 waren im Camp belgische Infanterie- und Artilleriesoldaten in Bataillonsstärke stationiert. Die Kasernenanlage diente aber im Weiteren nur noch der mit ca. 250 zivilen und militärischen Kräften umfangreichen Übungsplatzkommandantur, dem Unterhalt der Kasernen und der Infrastruktur des Truppenübungsplatzes sowie der Aufnahme und Versorgung der übenden Truppen inkl. der Waffen und Geräte.
Camp Vogelsang war eine autarke Einrichtung mit:
- Schule
- Polizei
- Kirche
- Ärzten
- Friseur
- Großküche
- Wäscherei
- Gaststätten
- Sportanlagen (Sporthalle, Hallenbad, Tennis- u.Fußballplatz)
- Einkaufsladen
- Kino
- Krankenhaus
- Werkstätten
- Post
- Energieversorgung, 12-Kilovolt-Umspannstation
- Lagerstätten
- Unterkünften
- zentraler Heizungsanlage
- Wasserversorgung
- Abwasserreinigung
- Tankstelle
- zivilen Arbeitsstätten

Innerhalb der ehemaligen NS-Ordensburg baute bzw. nutzte man unter anderem die Truppenunterkünfte
- De Schelde
- Camp 26 A
- St. Jöris, bzw. St. Georges (die Hundertschafthäuser)
- Camp Doreen

sowie das Kino-Gebäude.
Mitte der 1950er Jahre wurde im östlichen Turmflügel (rechts des Eingangs der Ordensburg) neben der belgischen Grundschule (1. bis 6. Klasse) die Walburgis-Kapelle eingerichtet. Die Einweihung nahm der Aachener Bischof Johannes Pohlschneider vor. Letzter Standortpfarrer war Hermann Brouwers († Nov. 2017). Bei der Schließung der belgischen Grundschulen von 2003 war die Grundschule Vogelsang bis Juni 2005 die letzte von 18, die von den belgischen Streitkräften auf deutschem Gebiet betrieben worden sind.

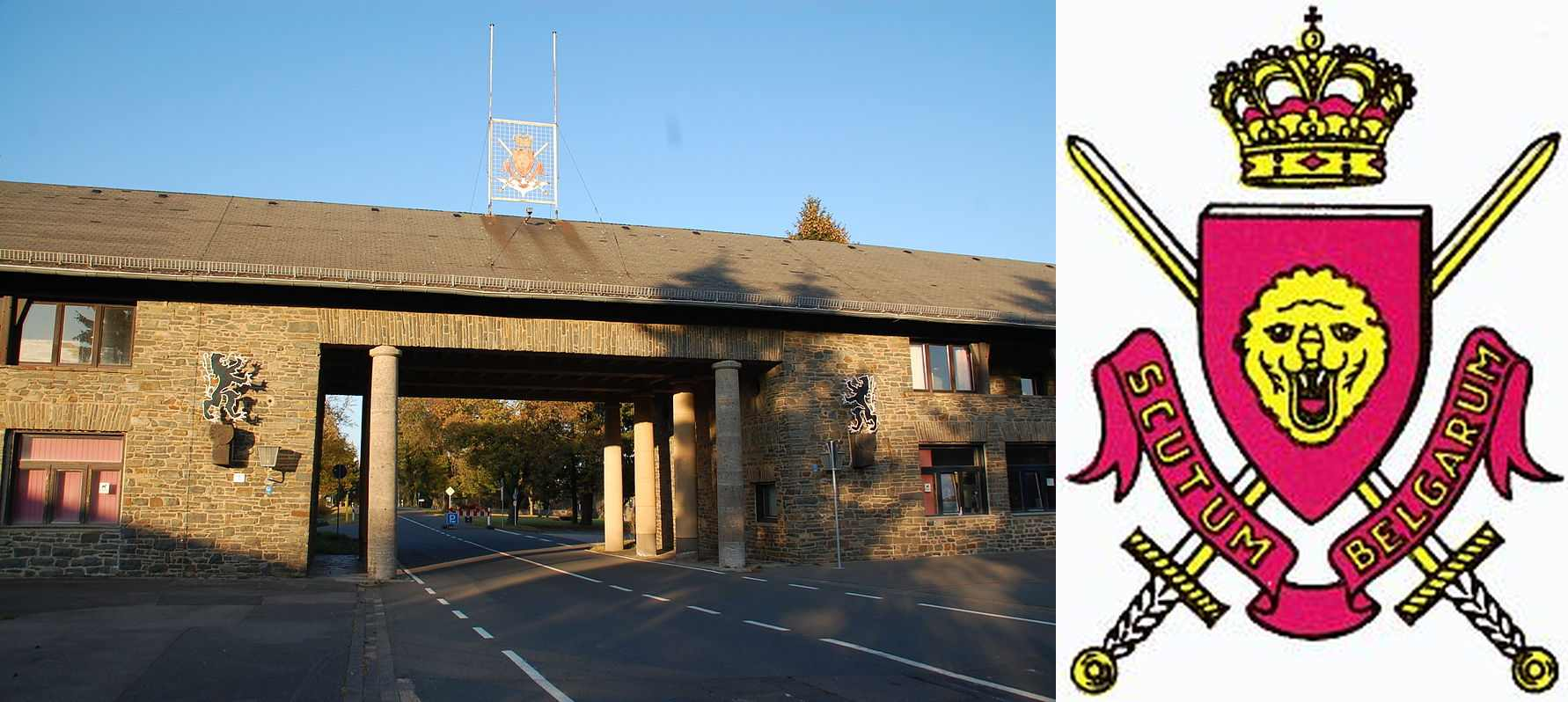
Malakoff, Eingang mit dem Emblem der Belgischen Streitkräfte in Deutschland auf dem Gebäude
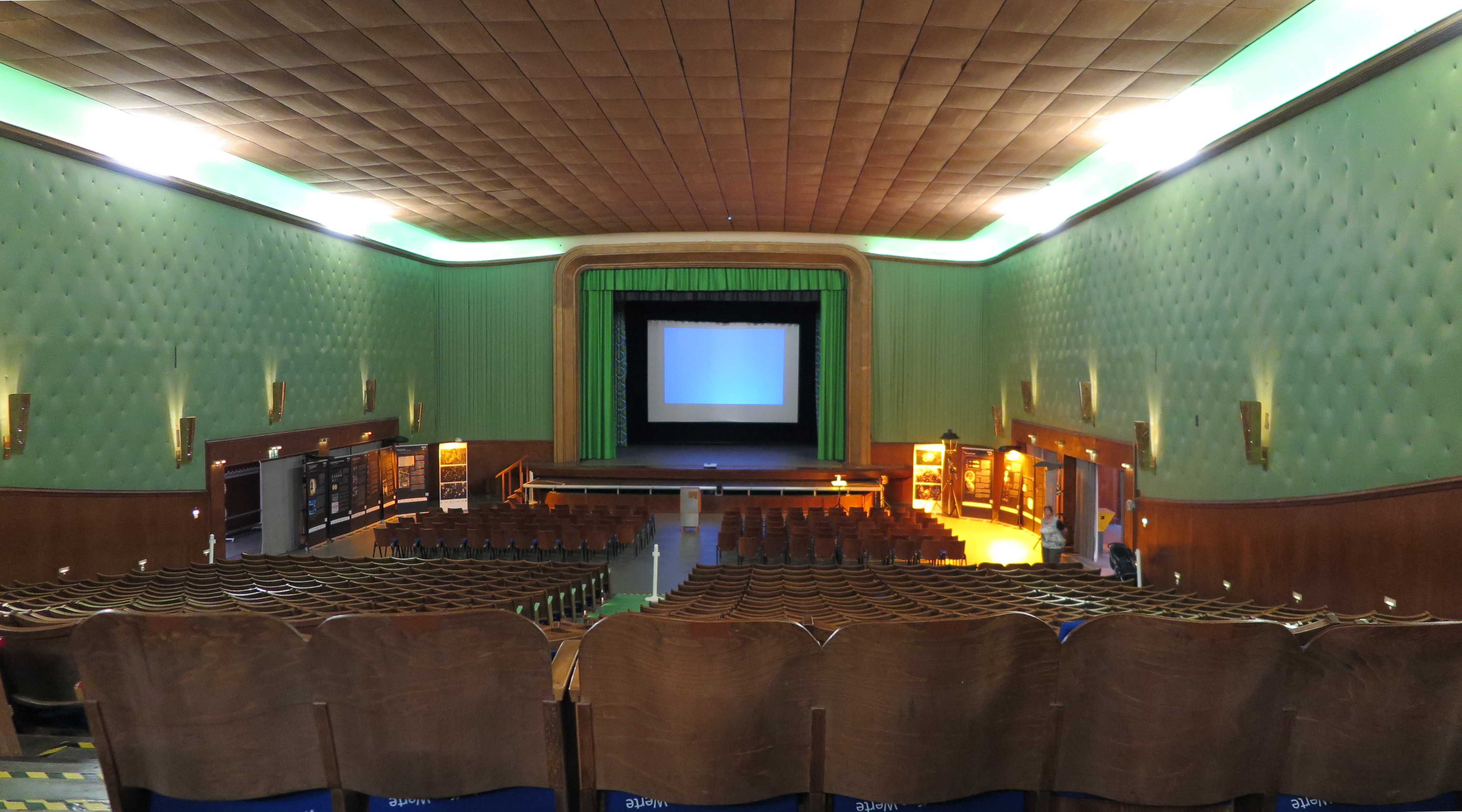
Denkmalgeschütztes belgisches Truppenkino
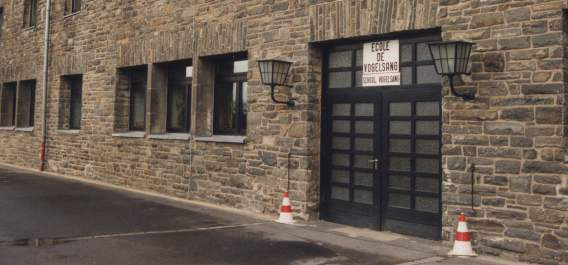
Belgische Grundschule Vogelsang 1951–2005
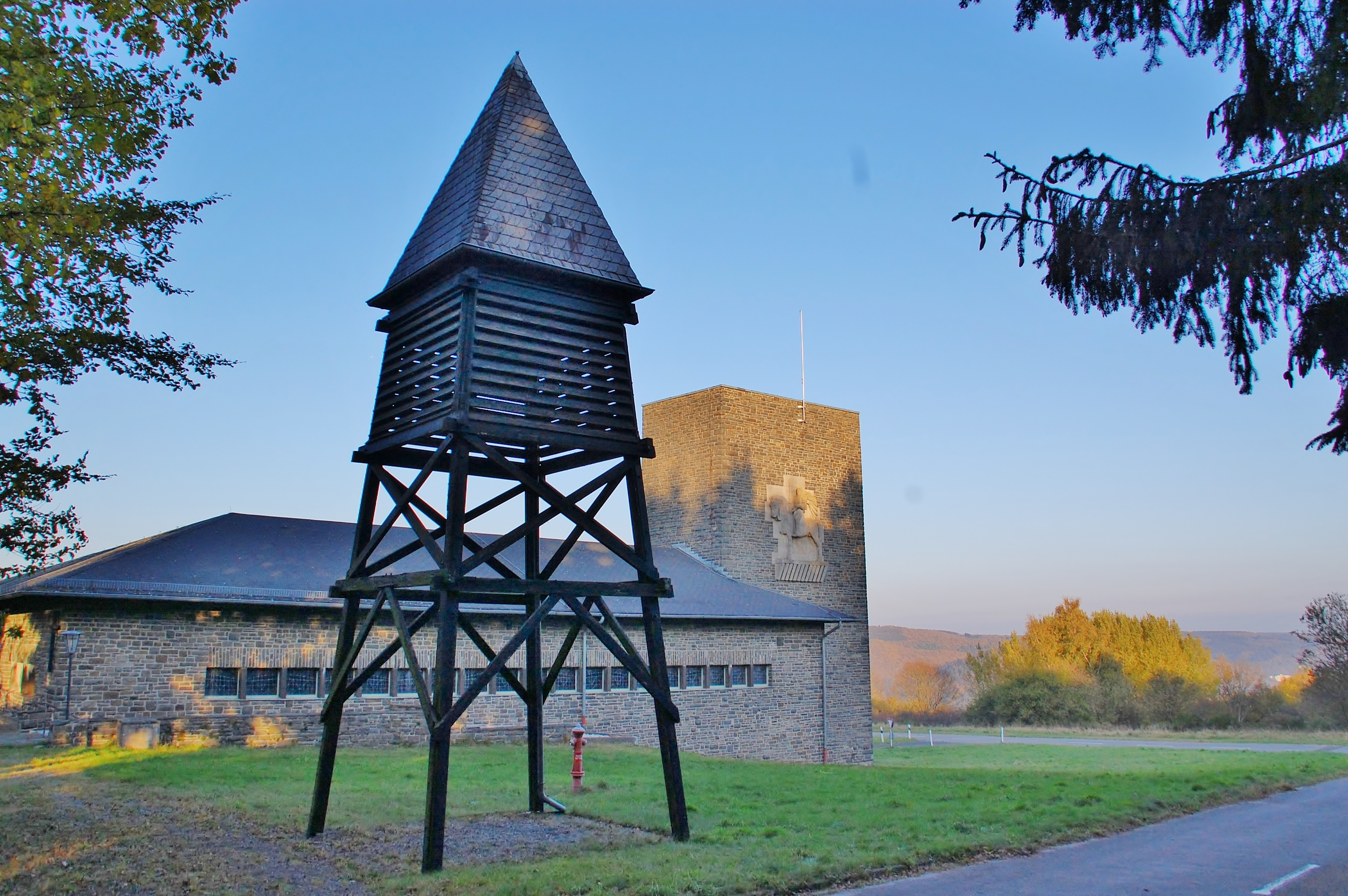
Katholische Walburgis-Kapelle in der Architektur der NS-Ordensburg mit hölzernem Glockenturm

#### Flugfeld

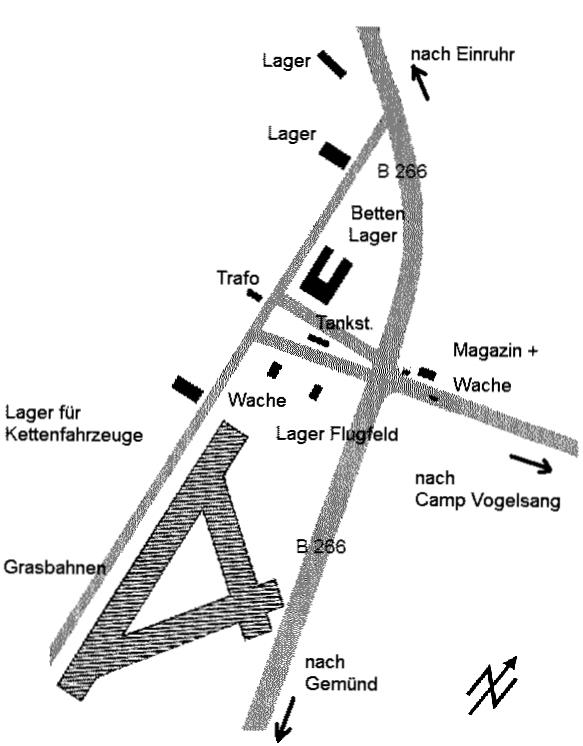
Flugfeld Vogelsang

Ehemaliges Flugfeld am Walberhof (Graspisten) für leichte Flugzeuge und Helikopter der belgischen Armee (bis 2006). Dieses Flugfeld (1934–1939 erbaut) wurde schon von der Wehrmacht genutzt und war auch in Gebrauch im Westfeldzug. Ende 1944 wurde eine Messerschmitt-Jagdflugzeugstaffel für kurze Zeit auf Vogelsang stationiert.
Am 8. März zog das IX Engineer Command 816. Engineer Aviation Battalion der United States Army Air Forces (USAAF) ein und begann mit dem Bau eines operativen Flugplatzes für alliierte Flugzeuge. Die Ingenieure legten auf dem ehemaligen Luftwaffenfeld eine mit 150°/330° nach Nordnordwest ausgerichtete ca. 1100 Meter lange Landebahn mit durchbohrten Stahlplanken (Sandbleche oder Luftlandebleche) an, um den Allwetterbetrieb auf dem Gelände zu ermöglichen. Am 23. März wurde der Flugplatz als Advanced Landing Ground Y-51 Vogelsang in Betrieb genommen und für den Einsatz von Kampfflugzeugen verwendet. Der Flugplatz wurde durch die USAAF noch bis zum 10. Juli 1945 genutzt.
1963 stürzte hier eine Piper Cub L-18C der belgischen Heeresflieger ab. Der Pilot und ein Begleiter kamen zu Tode.

#### NATO-Truppenübungsplatz
Im Bereich des Truppenübungsplatzes (Training Area) wurden mehrere Panzerstraßen errichtet. Eine dieser Panzerstraßen führt, beginnend in einem schmalen Waldstück bei Herhahn (südlich der ehemaligen Ordensburg bzw. der Kaserne) in den südlichen Teil des ehemaligen Truppenübungsplatzes bzw. der Dreiborner Hochfläche und umrahmt dabei den Ort Dreiborn. Zudem wurden verschiedene unbefestigte Panzerspuren im Gelände eingerichtet.
Für die übenden Einheiten und Truppenteile wurden auf dem Übungsplatzgelände unter anderem genutzt bzw. neu gebaut:
- 6 Biwakräume
- 75 km Straßen und Wege[1]
- 36 Schießbahnen
- 1 Air Field (Walberhof)

Geübt wurde auch im Zusammenhang mit dem Truppenübungsplatz im 23 km entfernt gelegenen belgischen Elsenborn. 1954 schoss die Artillerie von diesem Übungsplatz aus zweimal wöchentlich ins Übungsdorf Wollseifen, dessen Bevölkerung bereits 1946 zwangsweise umgesiedelt worden war. Auch Kirche und Friedhof des Dorfes wurden hierbei zerstört; die Toten waren zuvor an einen anderen Ort umgebettet worden.
Mit Gründung der NATO 1956 und Aufnahme der Bundesrepublik Deutschland übten neben den Soldaten aus Belgien auch NATO-Einheiten der Niederlande, des Vereinigten Königreichs Großbritannien und Nordirland, von Luxemburg, der Vereinigten Staaten von Amerika, Deutschlands und Kanadas auf dem vom belgischen Militär verwalteten Übungsplatz. Dazu bezogen die übenden Truppen zum Teil auch Truppenunterkünfte innerhalb der belgischen Kasernenanlage der ehemaligen NS-Ordensburg.
Die Anlage konnte maximal 3.000 Soldaten zugleich beherbergen (ohne Biwakplätze) und versorgen sowie das Material und die Munition der übenden Truppe aufnehmen. Sechs Monate im Jahr übten die belgischen Truppen, sechs Monate die Truppen aus den Niederlanden, England, Amerika, Deutschland und Kanada. Jährlich wurde die Anlage in 47 Übungswochen von 30.000–40.000 NATO-Soldaten genutzt. Sie blieben meistens zwei Wochen für Schieß- und taktische Übungen.
Die Panzer der übenden Truppen wurden mit der Eisenbahn zur/ab Militärverladerampe Schleiden-Höddelbusch mit der Oleftalbahn transportiert. Die Verladerampe war über die zur Panzerstraße ausgebaute L 207 nahe bei Herhahn mit der Panzerstraße des Übungsgeländes verbunden.
In den 1960er Jahren wurde das Zusammenlegen der beiden Übungsplätze Elsenborn und Vogelsang erwogen. Das Ergebnis der Planungen führte aber dann dazu, dass der Truppenübungsplatz von ursprünglich 6.354 ha auf 4.200 ha verkleinert wurde.
Von 1957 bis 1975 war ein deutsches Verbindungskommando (VKdo) eingerichtet, das die Verbindung zur belgischen Kommandantur hielt und die übenden deutschen Soldaten unterstützte. Von 1997 bis 2005 war ein Deutscher Militärischer Vertreter (DMV) in Vogelsang. Schwerpunkte seiner Aufgabe waren:
- Kooperation mit der belgischen Kommandantur und dem belgischen Stammpersonal
- Beratung des Kommandanten über Bestimmungen und Zuständigkeiten im deutschen Recht
- Vertretung deutscher militärischer Interessen gegenüber den öffentlichen Dienststellen
- Überwachung der Einhaltung der Verwaltungsvereinbarungen zum Zusatzabkommen zum NATO-Truppenstatut in allen Fragen der Nutzung des Truppenübungsplatzes
- Repräsentation von Presse- und Öffentlichkeitsarbeit der Bundeswehr[17]

Nach der Erklärung der belgische Regierung, den Übungsplatz bis zum Jahre 2005 aufzugeben, endete zum Jahresende 2005 die militärische Nutzung von „Camp Vogelsang“, da auch die Bundesregierung den Truppenübungsplatz nicht weiter nutzen wollte. Die Kaserne und der Truppenübungsplatz wurden durch die belgische Militärverwaltung geräumt.

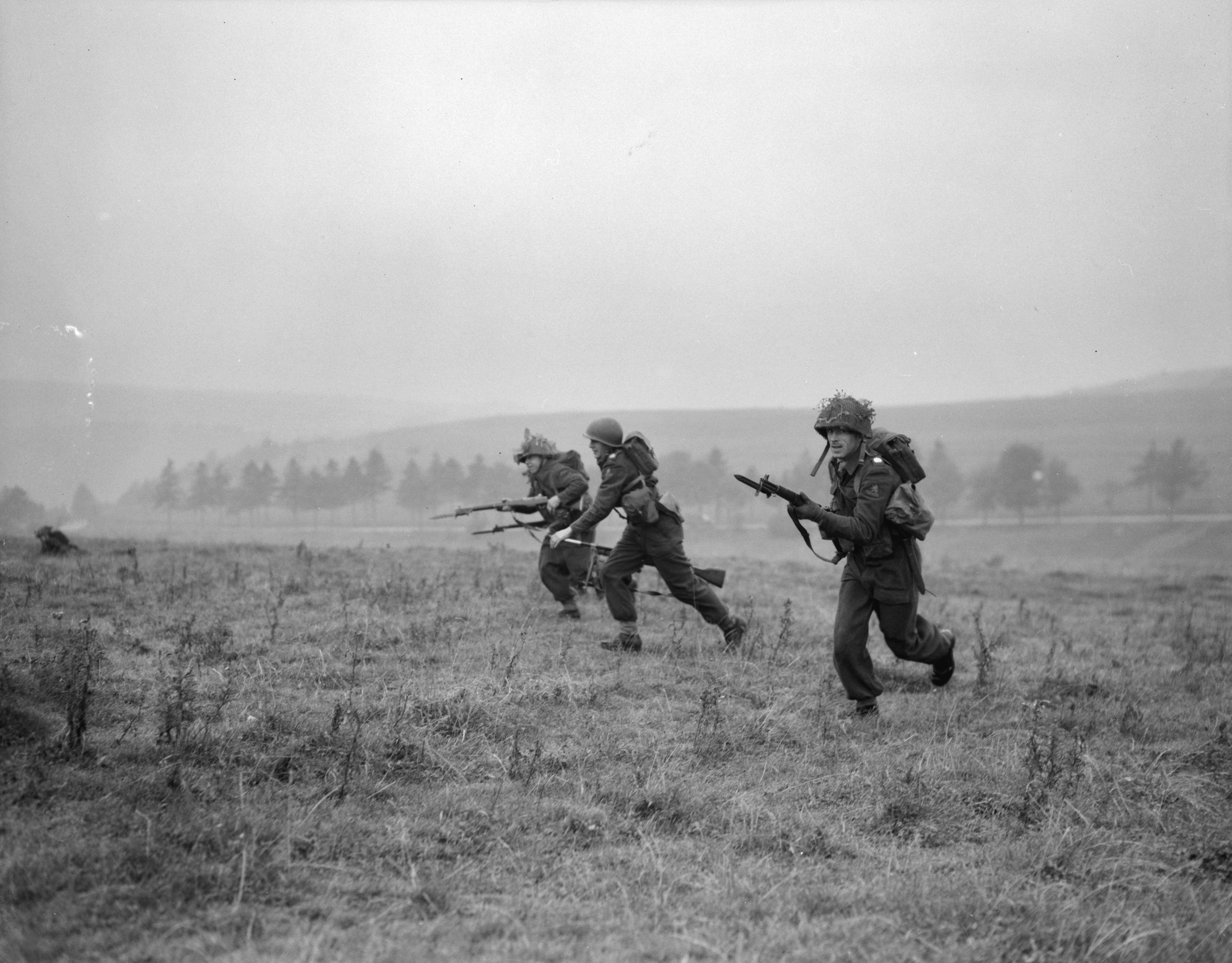
Niederländische Infanterieübung 1956
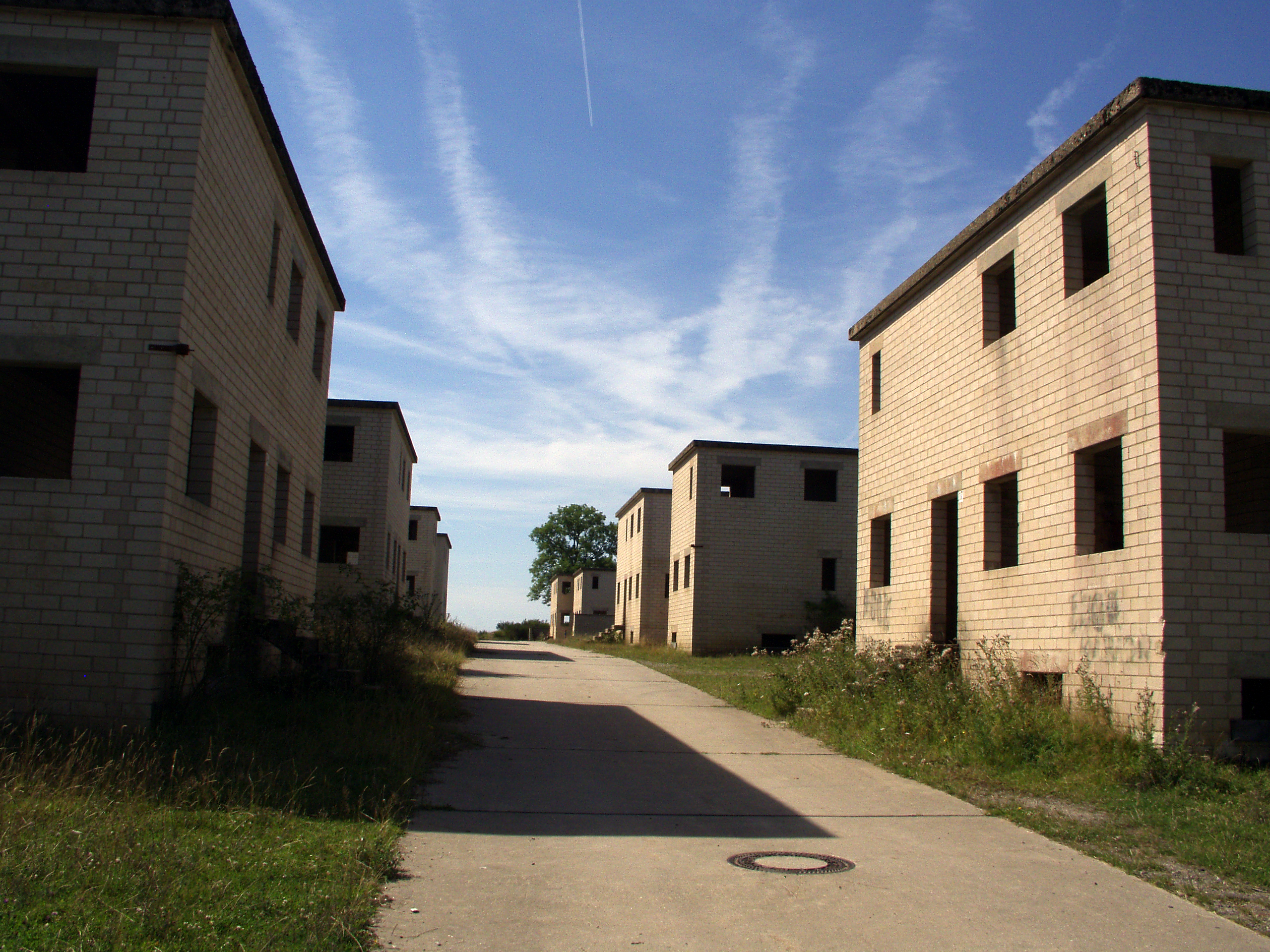
Für den Häuserkampf errichtete Dorfstraße
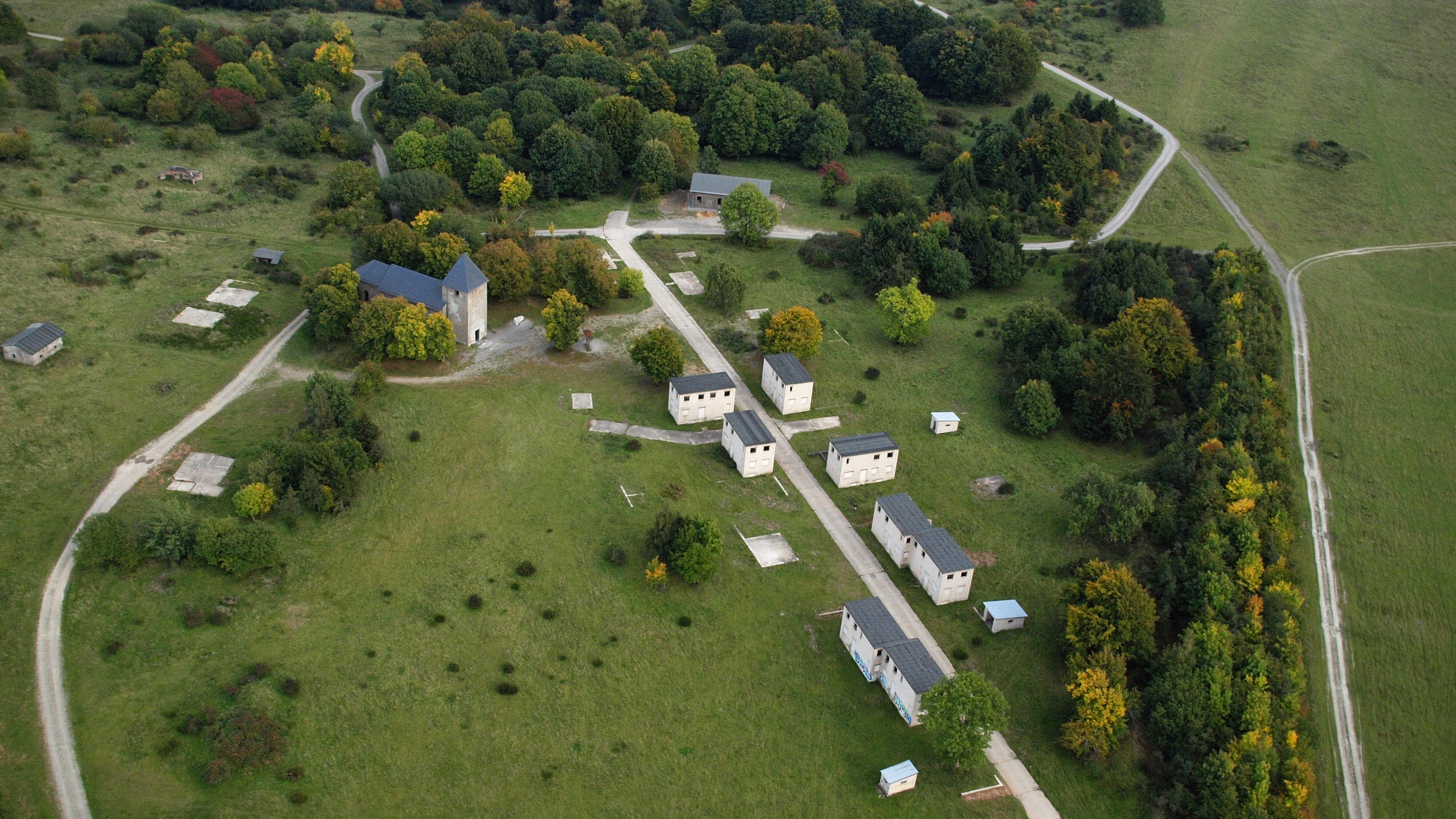
Reste des Dorfes Wollseifen mit Kirche. Luftaufnahme (2015)
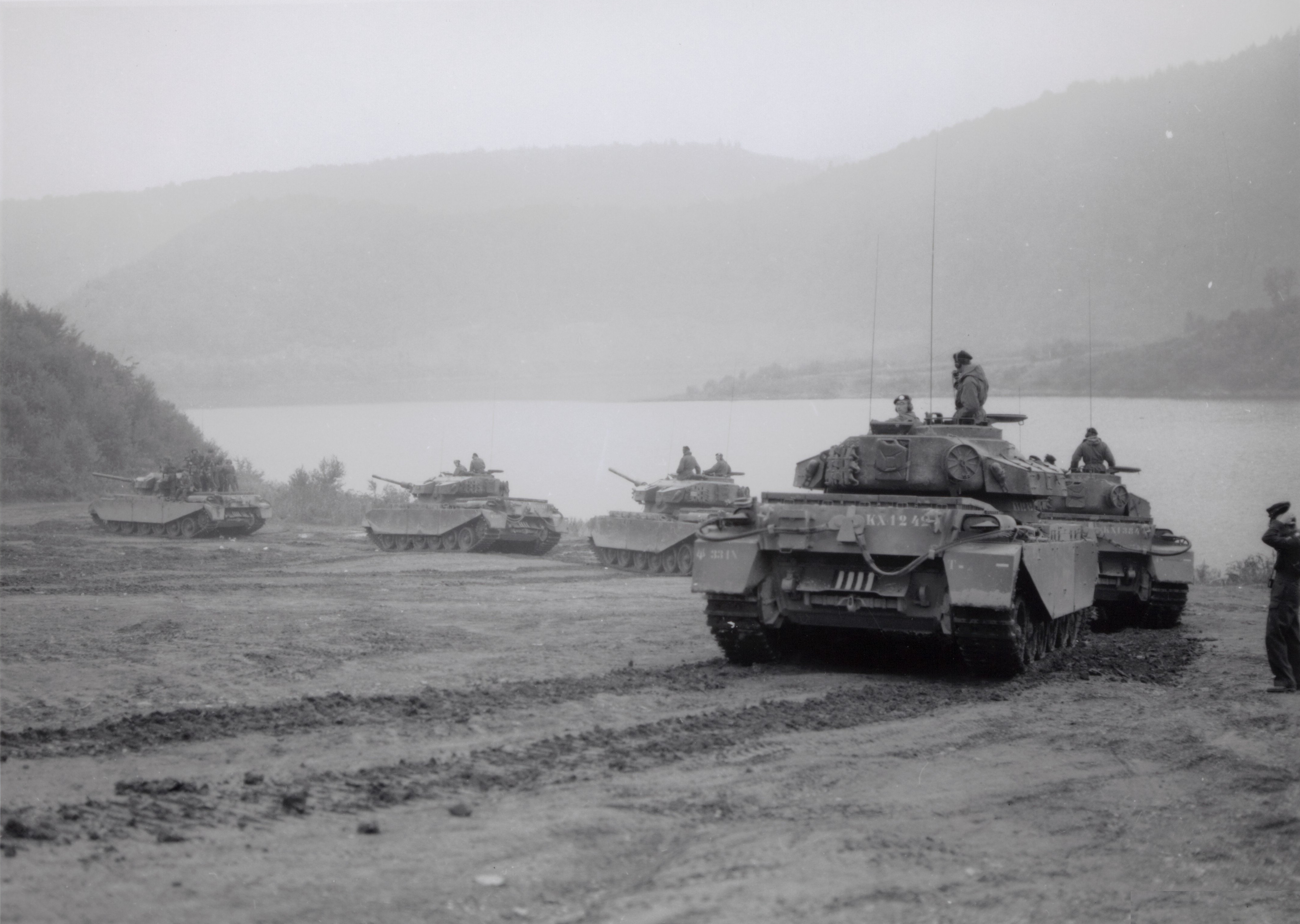
Niederländische Panzerübung

### Nutzung seit 2006
Zeitgleich wurde zum Beginn des Jahres 2006 das Flächeneigentum von der Bundesrepublik Deutschland an das Land Nordrhein-Westfalen übertragen. Der Bund tauschte im Rahmen eines Bodenordnungsverfahrens die rund 3.300 Hektar betroffener vorwiegend bewaldeter Fläche des Truppenübungsplatzes Vogelsang gegen gleichwertigen Landeswaldbesitz in der Eifel. Das Altlastenrisiko verblieb jedoch – wie bei vergleichbaren Fällen im Rahmen der Flächenkonversion – beim Bund.
Seit 1. Januar 2006 steht das Areal mit den gewaltigen Bauwerken einer zivilen Nutzung offen und kann tagsüber besichtigt werden, ein Teil der Flächen ist durch Rad- und Wanderwege erschlossen, wozu teils die alten Panzerstraßen genutzt wurden.
Das Hallenschwimmbad steht seitdem der Öffentlichkeit offen. Sporthalle sowie der Sportplatz können beim Schwimm- und Sportverein zur Nutzung angemietet werden.
Auf dem Gelände der ehemaligen Ordensburg gibt es im Haus 10 auf zwei Stockwerken mit rund 600 Quadratmetern in elf Räumen ein von Mai bis Oktober öffentlich zugängliches Rotkreuz-Museum, eines der größten Europas.
Im Oktober 2018 erhielt die Akademie Vogelsang IP als Dauerleihgabe diverse Ausstellungsstücke aus dem aufgelösten Museums der Belgischen Streitkräfte in Deutschland (BSD)  in Soest. Geplant ist eine Dokumentation vor allem der Geschichte des Truppenübungsplatzes Camp Vogelsang, beleuchtet aber auch das Thema „Kalter Krieg“ sowie die zivilgesellschaftlichen Beziehungen zwischen belgischen Militärangehörigen und der Bevölkerung der Umgebung.
Für ordensburgspezifische Informationen zur Nutzung seit 2006 siehe Ordensburg Vogelsang.

#### Tourismus
Neben der Hauptattraktion der über Jahrzehnte für die Bevölkerung unzugänglichen NS-Ordensburganlage Vogelsang spielt auch der allgemeine Nationalpark- und Naturtourismus im Nationalpark Eifel heute eine Rolle. Eine Sonderstellung nimmt bei Wanderern die Erkundung der ehemaligen Siedlung Wollseifen (Wüstung Wollseifen) ein. Im Sommer finden jeweils am ersten und dritten Sonntag im Monat barrierefreie Kutschfahrten zwischen dem Vogelsang Kino, dem Walberhof und der Wüstung Wollseifen statt. Auch starten in Vogelsang verschiedene Rangerführungen durch den Nationalpark, meist über die Dreiborner Hochfläche und damit über den ehemaligen Truppenübungsplatz.
Weitere touristisch interessante Orte sind die Aussichtspunkte mit weitem Blick auf die Urfttalsperre, sonstige über das Sperrgebiet verstreute Militäreinrichtungen sowie mehrere Siedlungsreste wie die das ehemalige Dorf Vogelsang und diverse Weiler. Beispielsweise stehen bei Jägersweiler noch einige alte Höfe und Kotten; in einem der leerstehenden Häuser lebte bis zur Räumung 1946 die Familie der Kunstflug-Europameisterin Liesel Bach.
Viele Strecken sind miteinander zu Rundwanderungen kombinierbar und teilweise auch mit dem Fahrrad befahrbar. Der Wildnis-Trail Nationalpark Eifel führt über die Dreiborner Hochfläche sowie die 4. Etappe des Eifelsteiges.
Einkehrmöglichkeiten bestehen in Vogelsang, auf der Urftstaumauer, in Hirschrot, Einruhr, Dreiborn, Morsbach und Herhahn. Diverse Buslinien des AVV sowie des VRS verbinden die Ortschaften. Ideal die Linie 63, die Vogelsang u. a. mit Simmerath – Einruhr – Vogelsang (– Schleiden) verbindet. Zudem die SB82, NationalparkShuttle: Kall – Gemünd – Vogelsang. So sind z. B. ab Parkplatz Walberhof auch Streckenwanderungen möglich, wobei der Rückweg mit dem Bus absolviert werden kann.
Durch die Nationalparkverwaltung werden geführte Rangertouren organisiert, doch viele Wanderer sind individuell unterwegs.
2016 wurde von der Naturpark-Nordeifel e. V. auf dem ehemaligen Übungsplatz ein Trekking-Platz eingerichtet.
Auf dem Naturlagerplatz „Nordstern“  können/dürfen max. 2 Zelte gegen Gebühr aufgeschlagen werden. Diese Plätze (und 3 weitere in der Eifel) sind nur fußläufig zu erreichen.

#### Gefahr durch Munitionsaltlasten

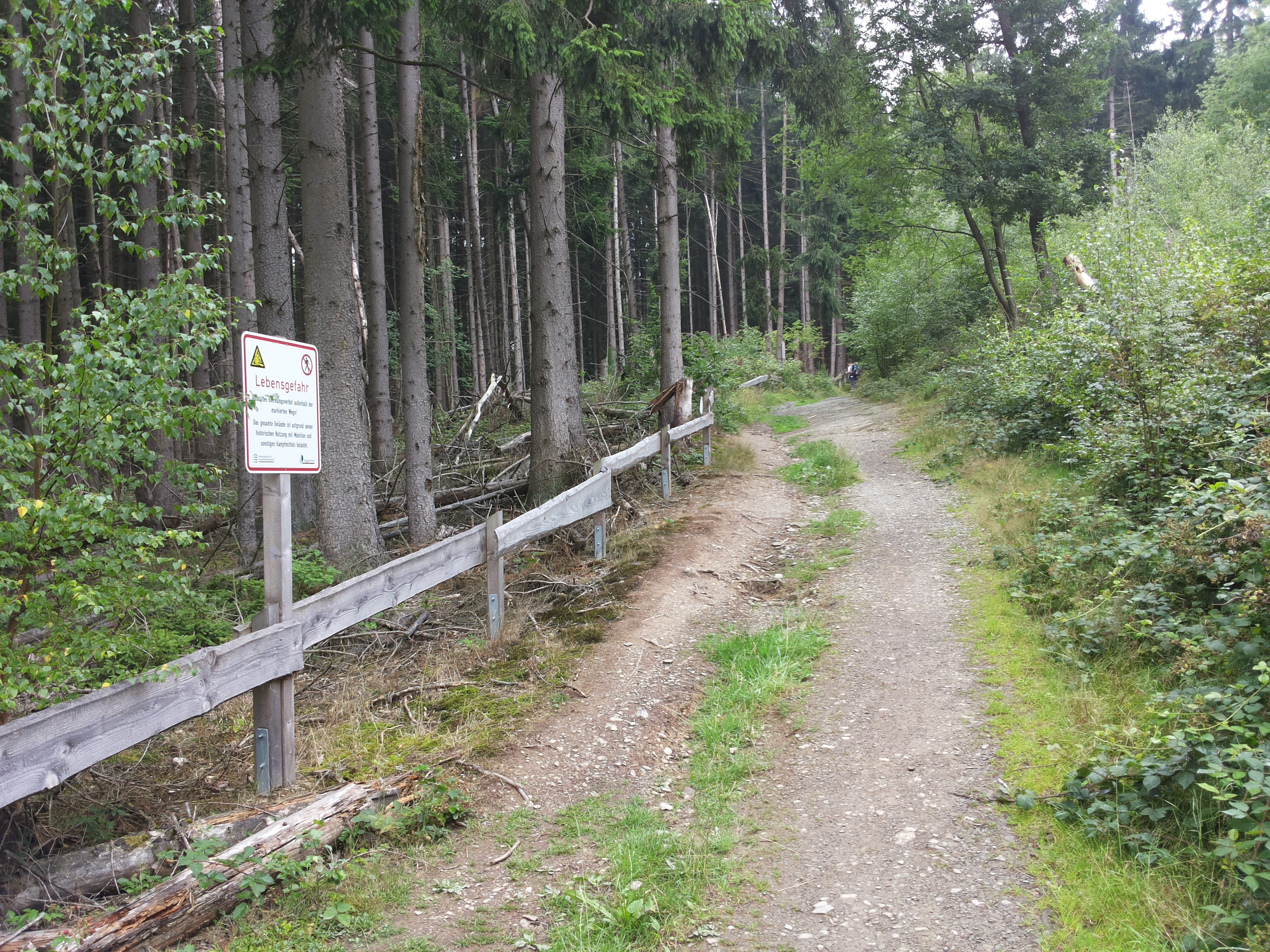
Sperrpfosten mit Warnung vor Munitionsresten des ehemaligen Truppenübungsplatzes

Große Teile des ehemaligen Truppenübungsplatzes und damit des Nationalparks können nicht für die Öffentlichkeit uneingeschränkt freigegeben werden, da ein Großteil des ehemaligen Truppenübungsplatzes Vogelsang mit Munitionsresten/Munitionsaltlasten belastet sein könnte und eine flächendeckende und tiefenwirkende Räumung zu aufwändig wäre.
Problematisch sind dabei die Altlasten, die nicht nur von der Nachkriegsnutzung als Schießplatz und des allgemeinen Camp-Betriebes herrühren, sondern in großem Umfang auch auf Munitionsreste von Beschuss aus dem Zweiten Weltkrieg zurückzuführen sind (Blindgänger).
Diese möglicherweise noch mit Munitionsresten belasteten Bereiche sind mit Zäunen abgesperrt; das Betreten ist streng verboten.

## Naturschutz
Die jahrzehntelang nur militärisch und sonst weitgehend ungenutzten und damit „verwilderten“ Flächen des Truppenübungsplatzes Vogelsang sind elementare Bestandteile des Nationalparks Eifel und seines Schutzkonzeptes. Auf Grund der seit den 1950er Jahren sehr geringen menschlichen Eingriffe, insbesondere fehlender Land- und Forstbewirtschaftung, konnte sich eine wertvolle Flora und Fauna entwickeln. Beispielsweise kommen in den Waldbereichen des Truppenübungsplatzes die seltenen Europäische Wildkatzen vor, in randlichen Bereichen auch der streng geschützte Neuntöter.
Neben den Offenland- und Waldflächen der Dreiborner Hochfläche sind auch kleine Bachtälchen mit Hochstaudenfluren, begleitendem Bacherlenwald und Unterwasservegetation von ökologischem Interesse. Die Hänge sind zum Teil geprägt von artenreichen Bärwurzwiesen, ungestörte Quellsümpfe mit Quellmoos sind zudem vorhanden. Vor allem das Rotwild hält Wiesenbereiche von Verbuschung frei.